# Тремозине сул Гарда
Тремо̀зине сул Га̀рда (на италиански: Tremosine sul Garda, на източноломбардски: Tremùzen, Тремузен, до ноември 2013 г. само Tremosine, Тремозине) е село и община в Северна Италия, провинция Бреша, регион Ломбардия. Разположено е на 414 m надморска височина, на западния бряг на езеро Гарда. Населението на общината е 2131 души (към 2013 г.).